# Yaw Yeboah
 Yaw Yeboah  (Ghana, 28 de marzo de 1997) es un futbolista ghanés. Juega de centrocampista o defensa y su equipo es el Los Angeles F. C. de Estados Unidos.

## Trayectoria
El 1 de septiembre de 2017 fue cedido al Real Oviedo de la Segunda División de España para jugar la temporada 2017-18 en el fútbol profesional.
El 18 de julio de 2018 el C. D. Numancia anunció su incorporación hasta el 30 de junio de 2021. Al año siguiente el R. C. Celta de Vigo "B" logró su cesión por una temporada.
El 11 de agosto de 2020 firmó por 3 temporadas con el Wisła Cracovia de Polonia como agente libre tras el descenso del C. D. Numancia a Segunda División B. Cumplió la mitad de ellas, ya que en enero de 2022 se fue a los Estados Unidos, país en el que jugó para el Columbus Crew S. C. y Los Angeles F. C.

## Clubes
| Club                             | País           | Año           |
| -------------------------------- | -------------- | ------------- |
| Lille O. S. C. (cedido)          | Francia        | 2015-2016     |
| F. C. Twente (cedido)            | Países Bajos   | 2016-2017     |
| Real Oviedo (cedido)             | España         | 2017-2018     |
| C. D. Numancia                   | España         | 2018-2020     |
| R. C. Celta de Vigo "B" (cedido) | España         | 2019-2020     |
| Wisła Cracovia                   | Polonia        | 2020-2022     |
| Columbus Crew S. C.              | Estados Unidos | 2022-2024     |
| Los Angeles F. C.                | Estados Unidos | 2025-presente |

## Palmarés

### Títulos nacionales
| Título  | Club                | País           | Año  |
| ------- | ------------------- | -------------- | ---- |
| MLS Cup | Columbus Crew S. C. | Estados Unidos | 2023 |

### Títulos internacionales
| Título      | Club                | País           | Año  |
| ----------- | ------------------- | -------------- | ---- |
| Leagues Cup | Columbus Crew S. C. | Estados Unidos | 2024 |